# Angela Ndambuki
Angela Ndambuki (sinh năm 1979), là một luật sư và người điều hành doanh nghiệp người Kenya, người đã phục vụ một thời gian ngắn như giám đốc điều hành (CEO) của Quốc phòng Kenya Thương mại và Công nghiệp. Ngay trước khi bà được bổ nhiệm vào vị trí cuối cùng của mình, bà là giám đốc điều hành của Hiệp hội Quyền biểu diễn Kenya (PRISK). Bà cũng là một nghệ sĩ biểu diễn và thu âm, và là thành viên của nhóm nhạc nữ Tattu.

## Bối cảnh và giáo dục
Angela sinh ra ở Mombasa, Kenya vào khoảng năm 1980, [3] [4] và theo học các trường địa phương cho giáo dục tiểu học và trung học. Bà có bằng Cử nhân Luật (LLB) từ Đại học Nairobi. Bà cũng có bằng Cao học về Luật (Dip.Law), do Trường Luật Kenya trao tặng. Bà là thành viên của Kenya Bar. Thạc sĩ Luật của bà (LLM) chuyên về quyền sở hữu trí tuệ, được lấy từ Đại học Edinburgh, Scotland.

## Nghề nghiệp
Năm 1998, Angela Ndambuki gặp Debbie Asila lần đầu tiên. Năm sau, bà gặp Angela Mwandanda. Tất cả họ đều có một niềm đam mê để biểu diễn. Ba người đã trở thành bạn bè và bắt đầu biểu diễn cùng nhau, bao gồm cả Trung tâm Văn hóa Pháp và tại Hội đồng Anh ở Nairobi, thủ đô của Kenya.
Năm 2002, Ndambuki đồng thời cùng học trường luật, thêm cả diễn xuất và nhảy múa cho ca sĩ David Mathenge, người đã có nghệ danh Nameless. Mathenge yêu cầu những vũ công phải thoát y trong buổi biểu diễn của mình, nhưng các vũ công không chịu, vì vậy Mathenge đã sa thải họ. Đó là thời điểm ba người đã thành lập ban nhạc Tattu. Họ phát hành một single hit có tên là Teso, đã giành được sự hoan nghênh của công chúng địa phương. Tuy nhiên, nhóm này đã tan rã sau khoảng năm năm.